# Islamic Relief
Islamic Relief Worldwide (IRW) är en internationell biståndsorganisation som består av Islamic Relief Worldwide och 12 partnerorganisationer. Islamic Relief är en ideell organisation och världens största muslimska välgörenhetsorganisation.
Islamic Relief har verksamhet i runt 40 länder och dess mål är att lindra mänskligt lidande och bekämpa fattigdom, utan åtskillnad vad gäller kön, politisk åsikt, etnisk eller religiös tillhörighet.
Islamic Relief Worldwide grundades år 1984 i Storbritannien och har sitt huvudkontor i Birmingham.
Islamic Reliefs viktigaste arbetsområden är humanitär hjälp, katastrofberedskap samt utvecklingsprogram som förbättrar tillgången till hållbar försörjning, hälsovård, utbildning, mat vatten, sanitet och hygien.
År 2019 uppgick organisationens intäkter till 131 miljoner brittiska pund (GBP).
Organisationen arbetar med bistånd i bland annat Afghanistan, Albanien, Bangladesh, Bosnien och Hercegovina, Etiopien, Gazaremsan (Palestina), Irak, Indonesien, Indien, Jemen, Kina, Kenya, Kosovo, Jemen, Jordanien, Libanon, Mali, Myanmar, Niger, Pakistan, Somalia, Sri Lanka, Sudan, Sydafrika, Syrien och Tjetjenien.
Organisationen bildades i Birmingham i Storbritannien 1984 av Hany el-Banna och arbetar med bistånd till människor i nöd utan åtskillnad vad gäller kön, etnisk eller religiös tillhörighet.
Islamic Reliefs viktigaste arbetsområden är humanitär hjälp och katastrofberedskap, utvecklingsprogram som förbättrar tillgången till hållbar försörjning, hälsovård, utbildning, vatten, sanitet och hygien.

## Syfte och mål
Islamic Relief Worldwide beskriver i sin strategi sitt syfte såhär:
”Inspirerade av vår islamiska tro och vägledda av våra värderingar, tror vi att människor i nöd har rättigheter gentemot människor som besitter rikedom och makt - oavsett ras, politisk tillhörighet, kön eller religion.”

## Värderingar
Enligt Islamic Reliefs globala strategi grundar sig organisationens arbete på fem grundvärderingar hämtade ur den islamiska tron, som står i nära relation till de humanitära principerna. Dessa värderingar är Fulländning (Ihsaan), Medkänsla (Rahma), Uppriktighet (Ikhlas), Social rättvisa (Adl) och Ansvar (Amaana).
Islamic Relief har skrivit under Internationella Rödakors- och rödahalvmånefederationens uppförandekod.

## Historia
Islamic Relief Worldwide grundades av studenter i Birmingham, Storbritannien år 1984. År 1989 registrerades Islamic Relief Worldwide vid Charity Commission for England and Wales. Idag finns Islamic Relief i ett 30-tal länder.

## Islamic Relief Worldwides verksamhet

### Humanitära insatser
Islamic Relief Worldwide har i 36 år genomfört insatser vid humanitära kriser runtom i världen, i syfte att minska effekterna av konflikter och naturkatastrofer. Islamic Relief fokuserar på att säkerställa snabba insatser, ge nödhjälp och att skydda utsatta människor. Organisationen hjälper också lokalsamhällen att förbereda sig för katastrofer och göra dem mer motståndskraftiga.
Till Islamic Reliefs tidigare insatser hör bland annat livräddande hjälp under kriget i Bosnien och Kosovo på 1990-talet, sjukvård under krigen i Afghanistan och Irak, samt restaurering av vattenkällor i flyktingläger i Darfur, Sudan. Islamic Relief har också genomfört insatser i samband med naturkatastrofer, inklusive tsunamin 2004, jordbävningen i Kashmir 2005  samt torkan på Afrikas horn.
Islamic Relief Worldwides humanitära verksamhet omfattar idag stöd till 2,5 miljoner människor som riskerar hungersnöd och sjukdom i Jemen, och hjälp till 1,4 miljoner människor i det krigsdrabbade Syrien. I Idlib är Islamic Relief en av få internationella biståndsorganisationer som är på plats med egen närvaro.
Islamic Relief driver också årligen ett livsmedelsprogram under Ramadan och Eid al-Adha som når miljontalsmänniskor som lever i matosäkerhet. 

### Utvecklingsprogram
Islamic Reliefs utvecklingsprogram syftar till att stärka människor och samhällen och skapa möjligheter för dem att lyfta sig själva ur fattigdom och bli mindre sårbara. I utvecklingsprogrammen ingår klimatanpassning, stärkta inkomstkällor för kvinnor och fadderprogram för barn.
Under år 2019 rapporterade Islamic Relief att man har drivit 262 program som bidragit till att uppfylla Agenda 2030 och målen för hållbar global utveckling. Genom dessa program rapporteras 301 000 personer ha fått tillgång till hälsa, rent vatten och hygien. 704 000 personer rapporteras ha fått stärkta inkomstkällor och 57 600 barn och vuxna har fått tillgång till utbildning.
Under år 2017 genomförde Islamic Relief ett fredsbyggnadsprogram med muslimska och kristna samhällen i Centralafrikanska republiken. Detta var en del av ett interreligiöst konsortium där även Catholic Relief Services, World Vision International och Aegis Trust ingår. Programmet nådde över 2 000 personer och stärkte både den sociala sammanhållningen och försörjningsmöjligheterna i lokalsamhällena.

## Islamic Relief Sverige

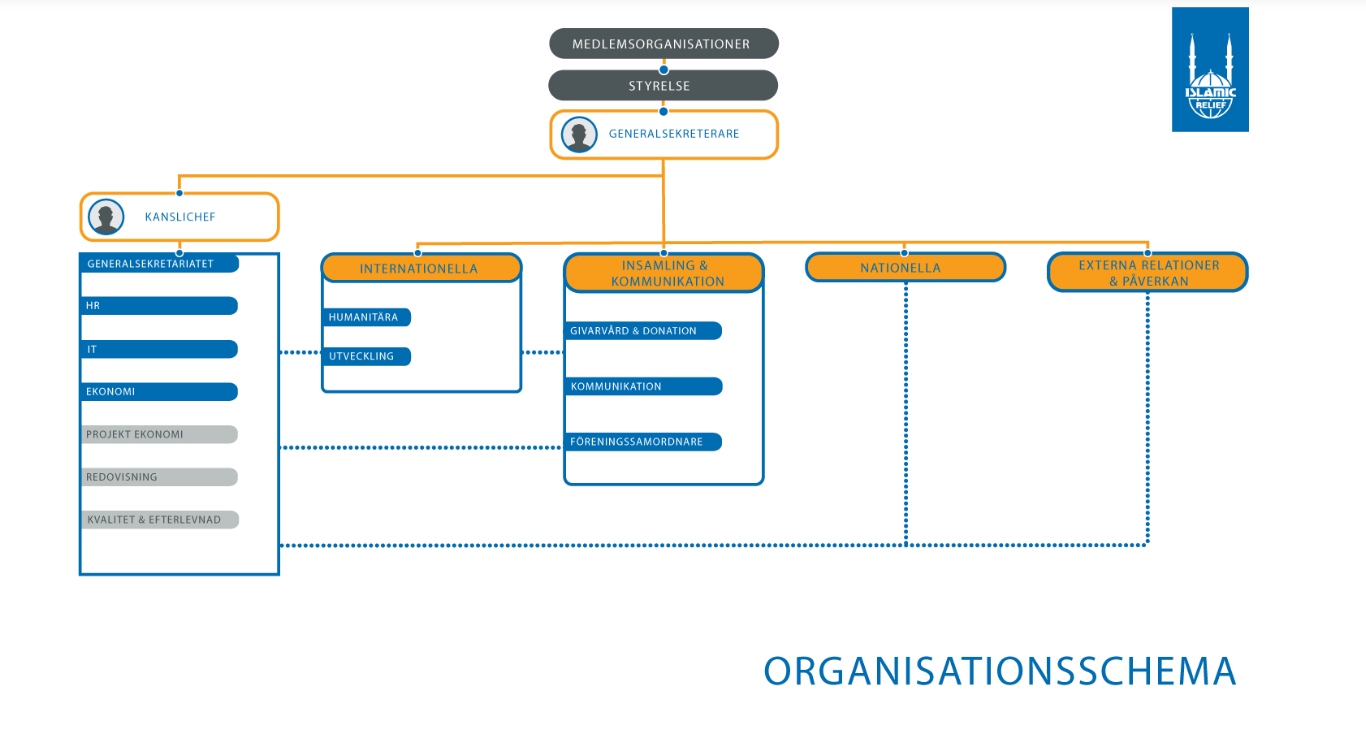
Islamic Relief Sverige har tre medlemsorganisationer som väljer en självständig styrelse.

Islamic Relief Sverige grundades år 1992 på initiativ av Islamiska förbundet i Sverige. Islamic Relief Sverige har tre medlemsorganisationer: Islamiska Förbundet, Förenade Islamiska Föreningar i Sverige samt Eritreanska Kulturforum.
Islamic Relief Sverige är enligt sina stadgar en självständig partnerorganisation till Islamic Relief Worldwide och organisationen beskriver sitt syfte såhär: ”IR Sverige är en ideell förening som verkar för en rättvis och hållbar global utveckling baserad på Islams budskap om respekt för människovärdet och uppmaningen till fattigdomsbekämpning och lindring av alla människors lidande.”
Islamic Relief Sverige är humanitär partner till svenska Sida.

## Medlemskap och partnerskap
Islamic Relief är medlem i FN:s ekonomiska och sociala råd ECOSOC. Organisationen har undertecknat Internationella Rödakors- och rödahalvmånefederationens uppförandekod. Islamic Relief Worldwide är medlem i Bond, ett nätverk för civilsamhällesorganisationer som arbetar med global utveckling i Storbritannien, samt i Disasters Emergency Committee (DEC), tillsammans med 14 andra stora välgörenhetsorganisationer. Islamic Relief är delägare i den globala plattformen International Civil Society Center och medlem i Core Humanitarian Standards Alliance. År 2017 certifierades Islamic Relief Worldwide enligt Core Humanitarian Standards on Quality and Accountability.
I sin årsrapport för 2019  listar Islamic Relief Worldwide sina strategiska relationer:
Age International, As Salam, Belgium partner in development, CAFOD (Catholic Agency for Overseas Development), CONCORD, [./Https://en.wikipedia.org/wiki/Department%20for%20International%20Development Department for International Development (DFID)], Disasters Emergency Committee (DEC), European Commission, European Union ECHO - European Civil Protection and Humanitarian Aid Operations, Finn Church Aid, Forum Syd, Global Affairs Canada, International Islamic Charity Organization, International Organization for Migration (IOM), Iraqi Red Crescent Society, Islamic Development Bank, Joint Learning Initiative (JLI), Jordan Hashemite Charity Organization (JHCO), Lutheran World Federation, NGO Voice, OPEC Fund for International Development (OFID), Organisation of Islamic Cooperation, Philips, Qatar Charity, Qatar Red Crescent Radiohjälpen, Reach Out To Asia (ROTA), SDC (Swiss Agency for Cooperation and Development), Sheikh Abdullah Al Nouri Charity Society, Sida (Swedish International Development Agency Cooperation), Start Network, Tearfund, UN Office for the Coordination of Humanitarian Affairs (OCHA), UN Refugee Agency (UNHCR), UN World Food Programme (WFP), UNFPA (United Nations Population Fund)FN:s befolkningsfond, United Nations Development Programme (UNDP), United Nations Entity for Gender Equality and the Empowerment of Women (UN Women), US Agency for International Development (USAID), World Vision, Zakat House.

## Kritik och kontroverser
År 2014 stoppade Israel Islamic Relief från att verka i landet, på grund av påstådd finansiering till Hamas. Organisationens kontor på Västbanken plundrades, datorer förstördes och dokument beslagtogs. I slutet av 2014 hävdade Islamic Relief att en ledande revisionsbyrå hade granskat verksamheten och inte hittat bevis för några terrorkopplingar.
Den israeliska regeringen svarade att dess beslut baserades på information som hade samlats in under flera år. Islamic Relief har utmanat beslutet i domstol.  
År 2019 hävdade den tyska regeringen att Islamic Relief hade "betydande personliga band" till det Muslimska brödraskapet, vilket förnekades av Islamic Relief. 
I juli 2020 avgick Islamic Reliefs förtroendevalde Heshmat Khalifa efter att The Times avslöjat att han hade postat antisemitiska kommentarer på sin Facebooksida 2014 och 2015. I en intervju med The Guardian sa chefen för Islamic Relief Worldwides Naser Haghamed att han var "förskräckt" över de "oacceptabla inläggen". I augusti avgick även den förtroendevalda Almoutaz Tayara efter att det avslöjats att även han hade gjort antisemitiska inlägg, som Islamic Relief Worldwide och tog avstånd från.
I januari 2021 avslutade Charity Commission för England och Wales ett efterlevnadsärende om Islamic Relief, och slog fast att man har sett att organisationen gör de nödvändiga förbättringarna när det gäller granskning av förtroendevalda och deras uppträdande i sociala medier.
I slutet av januari 2021 drog en oberoende kommission under ledning av den tidigare brittiska advokaten, Dominic Grieve, slutsatsen att de stötande åsikter som formulerades av de tidigare förtroendevalda inte på något sätt haft inflytande över opartiskheten eller integriteten i organisationens humanitära program.
I april 2021 avslutade svenska Sida en granskning av Islamic Relief Sverige och konstaterade att organisationen ” följer etiska riktlinjer och internationella principer för humanitärt bistånd”, samt att ”man har tagit uttalandena på stort allvar och kraftfullt fördömt dessa”.
I januari 2021 kungjorde Nederländernas regering att man inte tänker skänka skattemedel till Islamic Relief Worldwide efter att ha gjort en undersökning av organisationens övriga donationer och rapporter om dess kopplingar till Muslimska Brödraskapet i media.